# Území závislé na patriarchovi Egypt, Súdán a Jižní Súdán
Území závislé na patriarchovi Egypt, Súdán a Jižní Súdán je území závislé na patriarchovi melchitské řeckokatolické církve.

## Historie
V 19. století byl založen Patriarchální vikariát Egypt a Súdán.
Roku 1992 byl povýšen na Patriarchální exarchát Egypt a Súdán.
Roku 1998 se stal Územím závislém na patriarchovi Egyptu a Súdánu.
Roku 2013 byl k názvu přidán Jižní Súdán.
K roku 2012 mělo 6 200 věřících, 18 diecézních kněží, 2 trvalé jáhny, 15 řeholnic a 13 farností.

## Seznam vikářů, exarchů a protosyncelů
- Basile Kfoury (1837–1859)
- Ambroise Abdou (1864–1866)
- Joannice Massamiri (1864–1870)
- Athanase Nasser (1879–1902)
- Pierre-Macarie Saba (1903–1919)
- Etienne Soukkarie (1920–1921)
- Antonio Farage (1922–1928)
- Dionysios Kfoury (1932–1954)
- Elias Zoghbi (1954–1968)
- Paul Antaki (1968–2001)
- Joseph Jules Zerey (2001–2008)
- Georges Bakar (od 2008)